# 赤水石杉
赤水石杉（学名：Huperzia chishuiensis）为石松科石杉属下的一个种。其种加词“chishuiensis”意为“贵州赤水的”。